# Třída McClung
Třída McClung je perspektivní třída středních výsadkových lodí (Landing Ship Medium, LSM) námořnictva Spojených států amerických. Mezi jejich úkoly patří přeprava a výsadek vojáků o velikosti čety, výzbroje a dalšího nákladu v místech bez přístavní infrastruktury, dále pomoc při humanitárních krizích a odstraňování následků živelních pohrom.

## Stavba
Program stavby třídy McClung byl původně označen Light Amphibious Warship (LAW), později LSM (Landing Ship Medium, tedy střední výsadková loď). Jeho cílem je získat osmnáct až 35 výsadkových lodí pro přepravu vojáků, výzbroje a dalšího vybavení námořní pěchoty. Díky nízkému ponoru budou plavidla schopna vykládky přímo na pláže. Hlavní operační oblastí plavidel by byl Pacifik. LSM jsou považovány za klíčový výsadkový prostředek námořní pěchoty v rámci koncepce EABO (Expeditionary Advanced Base Operations), která je hlavní součástí reorganizace námořní pěchoty známé jako Force Design 2030, jejímž cílem je připravit službu na případnou válku s Čínou.
Program se potýká s finančními a technickými problémy. Původní výzvu k předkládání návrhů námořnictvo v prosinci 2024 zrušilo kvůli obavám o náklady poté, co nabídky průmyslu překročily rozpočtová očekávání. Dne 6. ledna 2025 námořnictvo vydalo novou výzvu, v níž hledalo návrhy, které by pro plnění role LSM vyžadovaly jen mírné úpravy. Plavidla mají být schopna nakládky a vykládky nákladu přímo na pobřeží. Při délce méně než 122 metrů (400 stop) mají mít nosnost 300 tun nákladu. Dne 16. ledna 2025 Carlos Del Toro informoval, že prototypové plavidlo dostalo jméno McClung.
Jednotky třídy McClung:
| Jméno               | Založení kýlu | Spuštěna | Vstup do služby | Status      |
| ------------------- | ------------- | -------- | --------------- | ----------- |
| USS McClung (LSM-1) |               |          |                 | pojmenována |

## Konstrukce
Plavidlo má unést 300 tun nákladu. Nejvyšší rychlost dosáhne 22 uzlů. Dosah je 6500 námořních mil.